# Castelo de Calatrava, a Nova
O Sacro-convento e Castelo de Calatrava, a Nova (em castelhano: Sacro-Convento y Castillo de Calatrava la Nueva) é um castelo medieval situado no cerro Alacranejo, no município de Aldea del Rey, província de Cidade Real, Comunidade autónoma de Castela-Mancha, Espanha. Integra a região histórica da Mancha, parte de Castela.
Originalmente conhecido como Castelo de Dueñas, passou a ser conhecido com o nome atual no século XIII, quando a sede da ordem militar de Calatrava foi trasladada da antiga cidade de Calatrava, que passou a ser conhecida como Calatrava, a Velha. A trasladação da sede da ordem ocorreu em 1217, quatro anos após ter sido iniciada a completa reconstrução e ampliação do castelo já existente, pelo menos desde o século anterior. A fortaleza atual ocupa 46 000 m² e foi a sede da Ordem de Calatrava até ao início do século XIX, se bem que alguns órgãos importantes da ordem tenham funcionado em Almagro a partir do século XIV,[carece de fontes?] para onde a sede foi formalmente trasladada em 1802. O castelo foi abandonado em 1835, na sequência das desamortizações empreendidas pelo ministro Juan Álvarez Mendizábal, quando os órgãos da Ordem de Calatrava que ainda ali funcionavam foram mudados para Almagro.

## História
No que hoje é o parque de estacionamento, no final do caminho de acesso ao castelo, foram encontrados vestígios da Idade do Bronze e dum povoado visigodo. A fortaleza ergue-se no cimo dum cerro em forma de cone com 936 m de altitude, cujas encostas estão cobertas com densa vegetação autóctone e a base é rodeada de rochedos, o que torna difícil o acesso. O caminho empedrado que conduz à base do castelo atualmente existente foi construído para a visita do rei Filipe II em 1560. A sua situação permite controlar um dos acessos naturais à Serra Morena. Não se sabe com exatidão a data inicial da construção original, mas há referências ao uso do Castelo de Dueñas por Nuño de Lara em 1187.
Em 1191 Rodrigo Guterres Girão e a sua segunda esposa, Jimena, doaram  "pelas suas almas" à Ordem de Calatrava metade das rendas e herdades que tinham nesse antigo castelo, deixando a outra metade das rendas aos filhos do primeiro casamento de Rodrigo. Três anos depois estes venderam à ordem os seus direitos no castelo por mil maravedis. Em 1201 Afonso VIII de Castela confirmou aos cavaleiros calatravos a propriedade integral do castelo. Em 1211 os muçulmanos recuperaram o castelo vizinho de Salvatierra, situado numa colina em frente, cerca de 2 km a leste. Este último só voltou a estar nas mãoes de cristão em 1266, o que reforçou a importância estratégica do Castelo de Dueñas.
A fortaleza atual foi construída pela Ordem de Calatrava entre 1213 e 1217, depois da Batalha de Navas de Tolosa, empregando como mão de obra uma boa parte dos prisioneiros feitos nessa batalha. A construção tinha como objetivo a substituição como sede da ordem a cidade de Calatrava, a Velha, situada algumas dezena de quilómetros a norte, na margem esquerda do rio Guadiana, onde cerca de meio século antes tinha sido fundada a ordem. Quando as obras foram concluídas, além de ser sede da ordem, a fortaleza passou a ser uma  mais importantes de Castela.
O castelo foi usado até ao século XIX, tendo sido devido às desamortizações ordenadas pelo ministro Juan Álvarez Mendizábal apara sanear as contas públicas. Nessa altura, os órgãos da Ordem de Calatrava que ainda ali funcionavam foram mudados para Almagro,[carece de fontes?] que desde 1802 já era formalmente a sede da ordem.

## Descrição
Há documentos onde se descreve em detalhe todo o castelo e a distribuição dos seus edifícios. Na realidade trata-se dum complexo fortemente fortificado composto por uma igreja, um convento, uma hospedaria, parte residencial e recinto exterior. Desde a planície sobe-se à fortaleza passando ao lado das suas muralhas exteriores, chegando-se a um pátio onde se abre a porta exterior datada do século XV, que dá acesso ao recinto exterior (ou liça), que está limitado por duas muralhas quase paralelas. Este recinto era usado para guardar o gado, para alojar tropas em trânsito e para refúgio de camponeses em caso de perigo,
Desde a liça acede-se à zona do convento por uma enorme câmara semi-subterrânea situada junto à muralha. Nesta câmara estava o corpo da guarda e as cavalariças. Sobre ela ficava a hospedaria, cujos andares superiores já não existem. Ao sair das cavalariças entra-se num espaço defensivo intermédio, que era um local de passagem. À direita encontra-se o convento, do qual só se conservam os chãos e parte das paredes.
O caminho continua até ao castelo propriamente dito. À esquerda há várias construções semi-subterrâneas que podem ser visitadas; trata-se de antigos armazéns sobre os quais foi construída a casa da guarda, que por sua vez ocupa uma parte da antiga hospedaria. Continuando, à direita podem ver-se rochas enormes talhadas em bico, que formam a base das muralhas do castelo, e à esquerda à uma esplanada que atulamente tem mesas para uso dos visitantes. Dali se avista o recinto da puebla ("povoação"; uma área residencial), situada numa parte retangular saliente do resto do perímetro e conserva as muralhas completas por cujo adarve se pode caminhar. A muralha tem algumas torres e um postigo (pequena porta), dita "secreta". A "povoação" tinha casas e ruas e nela viviam os servidores do castelo e do convento.

## Igreja
De estilo cistercience, tem uma rosácea na fachada, adicionada no tempo dos Reis Católicos (final do século XV e início do século XVI). No interior tem três naves amplas cobertas com abóbadas de tijolo e três absides com arcos ogivais. No lado esquerdo havia capelas funerárias com foram entapiadas e destruídas e que ainda não foram restauradas. À esquerda da fachada encontrava-se um pombal e um poço de neve. À direita situa-se o "Campo dos Mártires" (cemitério), onde se encontra a Capela de Nossa Senhora dos Mártires, enormes cisternas substerrâneas e o caminho que sobe até ao castelo. Na igreja esteve sepultado o infante Afonso de Molina (1203–1272) num sumptuoso sepulcro por cima do qual havia um enorme arco, ca apela-mor do templo.
O acesso ao claustro do convento é feito por uma porta na nave lateral direita da igreja. Há vestígios dos suportes de arcadas. Detrás deste claustro há uma passagem entre as suas paredes e as fundações do castelo, por onde se cehga à primeira porta do castelo propriamente dito.

## Fortaleza central
Situa-se no centro e na parte mais alta de todo o conjunto. A sua primeira porta, com um arco ogival, funcionava como uma barbacã que protegia a segunda porta, a que se chega através duma passagem em cotovelo com teto baixo. A segunda porta abre-se nas muralhas do castelo e dá acesso a uma grande cavalariça com abóbada ogival de berço, separada da praça de armas por pilares.
No lado direito da praça de armas há uma escada de caracol moderna, de pedra, pela qual se acede ao antigo arquivo da Ordem de Calatrava. À esquerda está a entrada dos aposentos do mestre, com um cruz de Calatrava sobre o arco ogival. Debaixo da praça há uma cisterna. Em frente fica o acesso principal às dependências do castelo, constituído por uma grande escadaria que conduz a várias divisões. Essa escadaria conduz a quatro pisos.
No primeiro piso, situado à direita, há uma sala abobadada que comunicava com o piso superior por uma escotilha no teto. Ao fundo acede-se a uma cisterna por uma entrada estreita. Para continuar a subir tem que se voltar à escadaria. No segundo piso há uma sala comprida e estreita que esteve dividida em dois andares por um chão de madeira. O terceiro piso era o principal. Dele só se conservam as paredes e as janelas. Situa-se 20 metros acima do solo. Ali se situava outro arquivo, uma sala abobadada com uma janela virada para o Castelo de Salvatierra, situado a pouca distância. Do quarto piso avista-se todo o recinto e a vista para a região envolvente e distante é especialmente impressionante, com a Serra Morena a sul e Castelo de Salvatierra a leste.

## Curiosidades
Em 1997 decorreu no castelo a cerimónia de investidura como Doutor Honoris Causa de Umberto Eco pela Universidade de Castela-Mancha. Em setembro e 2010 o castelo foi um dos locais de rodagem do filme El Capitán Trueno y el Santo Grial.